# Taille de pierre
Pour les articles homonymes, voir Taille.
Ne doit pas être confondu avec Pierre taillée ou Pierre de taille.
 (juin 2024).
Si vous disposez d'ouvrages ou d'articles de référence ou si vous connaissez des sites web de qualité traitant du thème abordé ici, merci de compléter l'article en donnant les références utiles à sa vérifiabilité et en les liant à la section « Notes et références ».

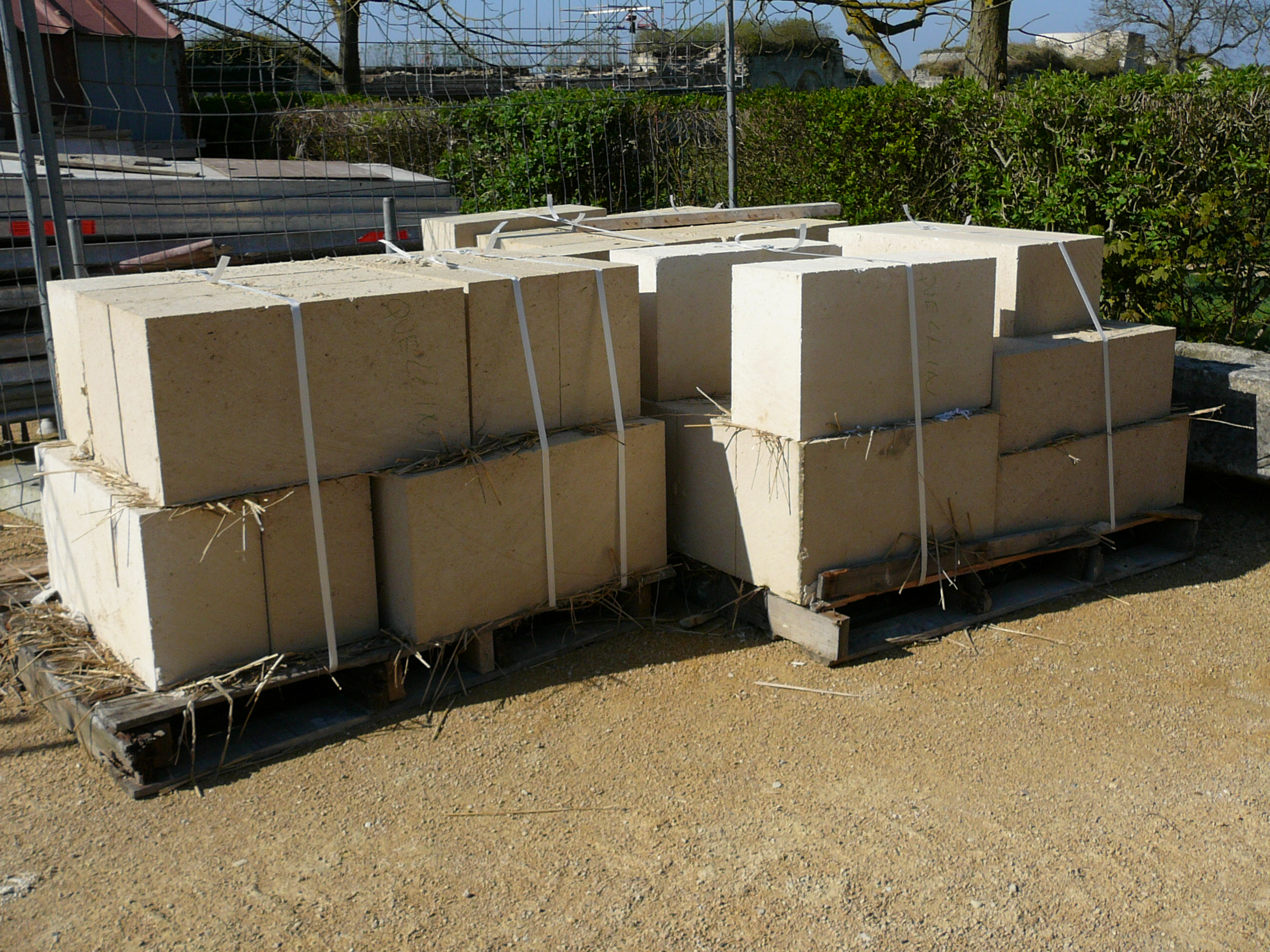
Pierres de taille livrées depuis la carrière, en attente d'être taillées.

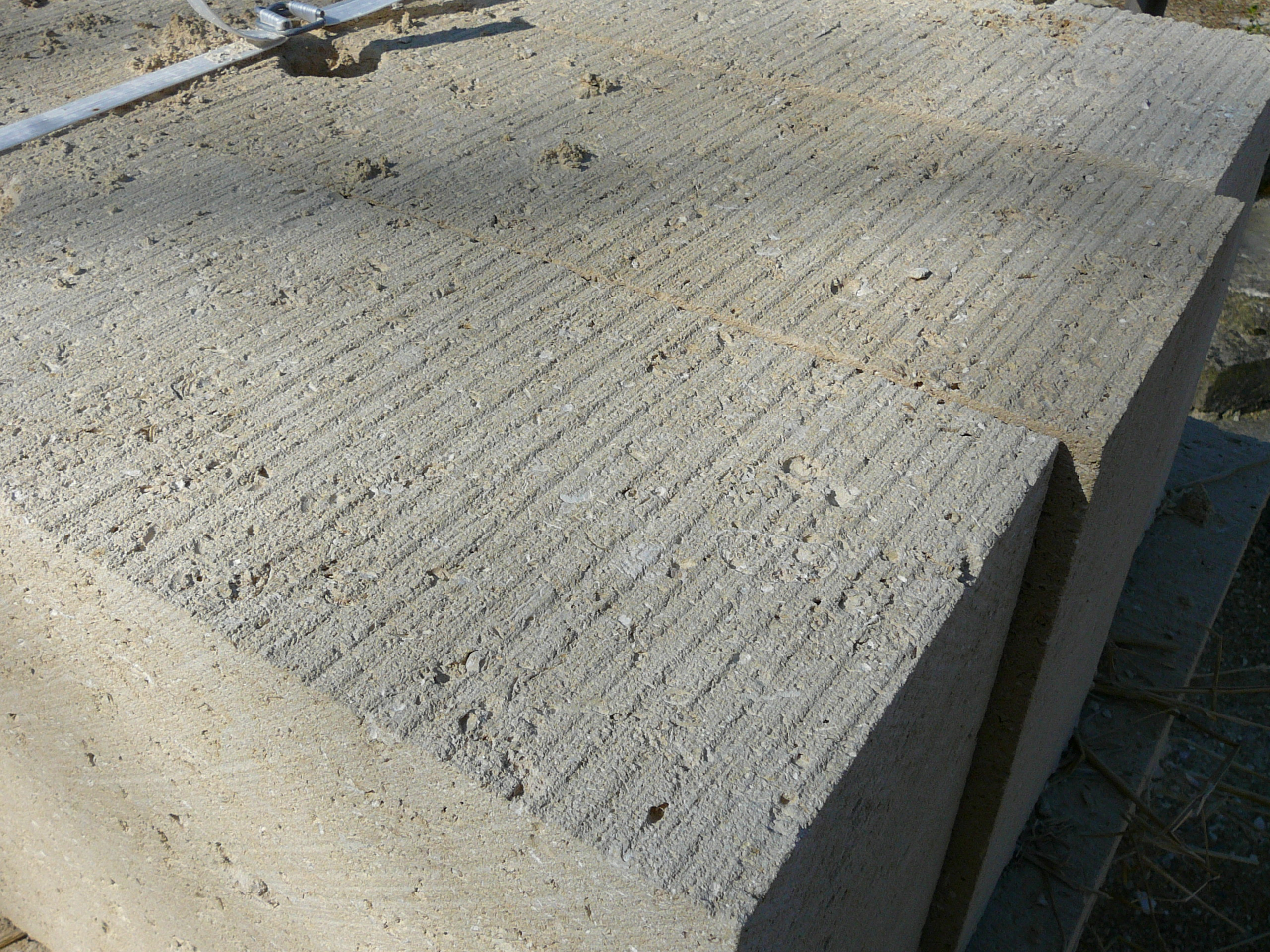
Blocs de calcaire brut de sciage de carrière.

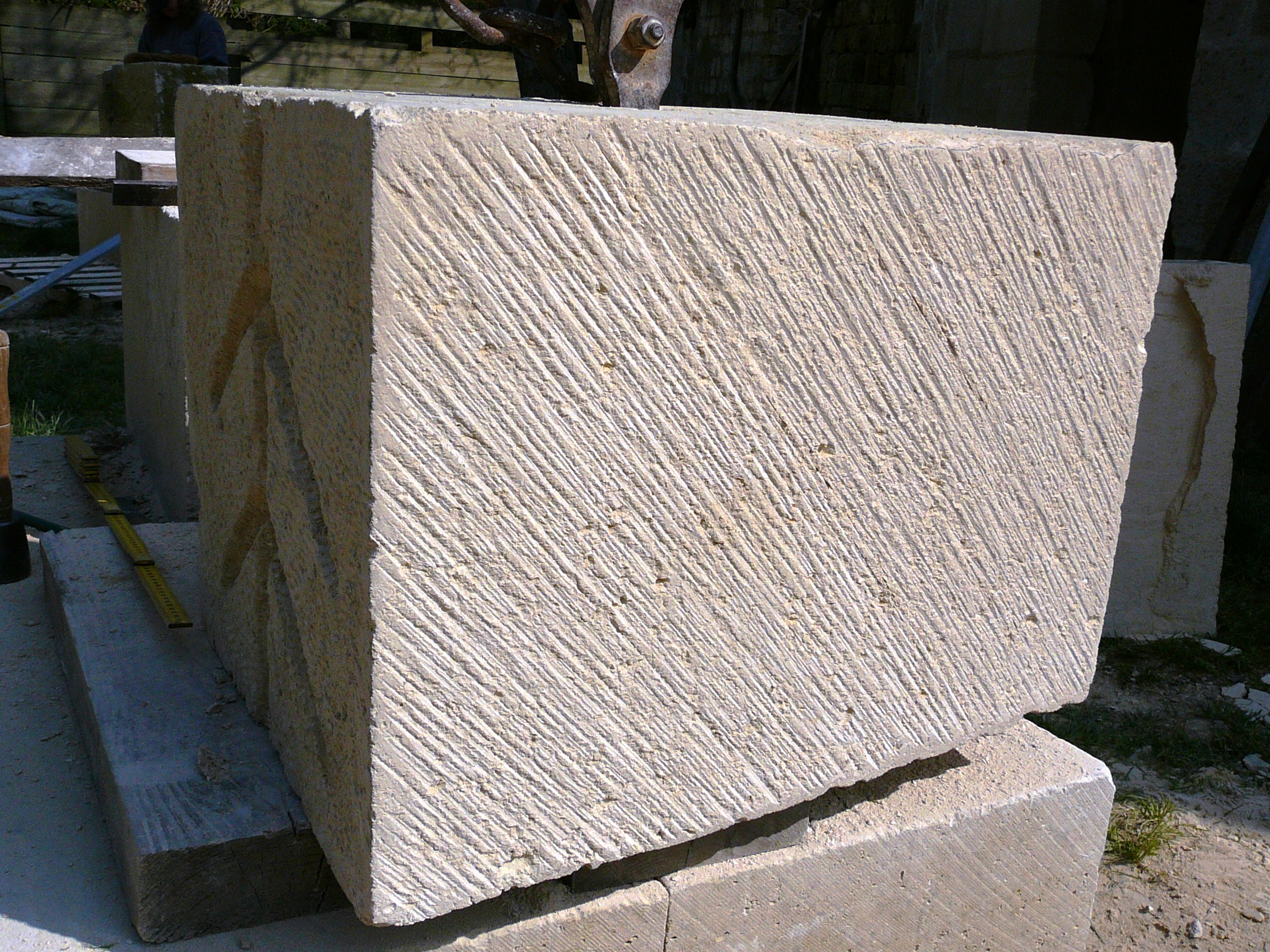
Layage d'une face plane, fait au taillant.

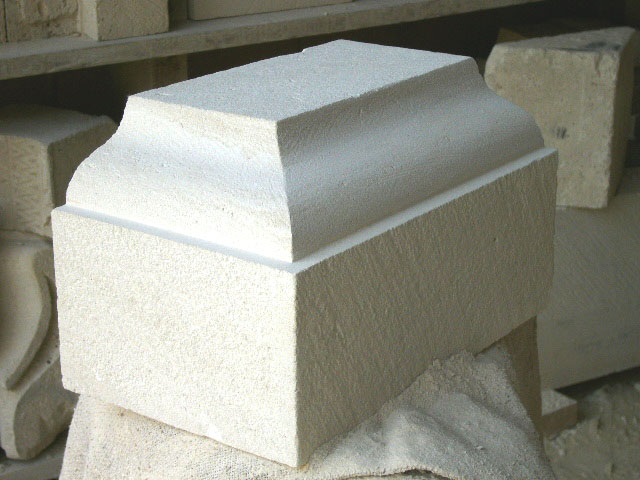
Bloc de calcaire taillé et mouluré.

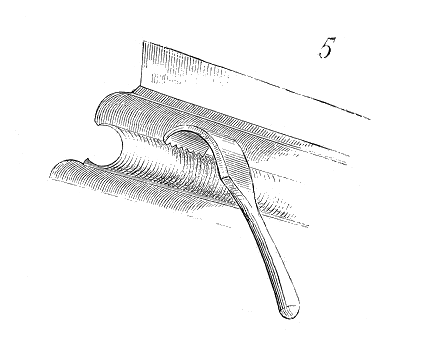
Travail consistant à riper une moulure

La taille de pierre regroupe un ensemble de techniques pour former dans un bloc de pierre une forme géométrique préconçue qui s'intègre généralement dans un appareil de pierres taillées.
À ne pas confondre avec la gravure sur pierre, l'ornementation sur pierre ou la sculpture sur pierre qui orne le bâtiment d'éléments figuratifs. Ainsi, le tailleur de pierre construit l'édifice tandis que le sculpteur le décore.

## Pierres de taille

### Types de pierres de taille
Les pierres de taille sont extraites de carrières. Ces pierres sont regroupées en trois familles : les roches sédimentaires, les roches volcaniques et les roches métamorphiques.
La nature de la pierre à tailler varie selon les régions, cela peut être du calcaire, du granite, du grès, de l'ardoise, du marbre, etc. En règle générale, les pierres sont nommées d'après l'endroit où elles sont extraites, et dans le cas contraire, c'est souvent une ruse du carrier pour que le client n'aille pas se servir directement en carrière. Les marbres ont souvent des noms qui ne sont pas liés à leur lieux d'extraction mais qui remontent à « la nuit des temps ». Actuellement, les gros chantiers sont réalisés avec des pierres qui viennent de Chine, celles-ci portent des numéros tels que « g105 », etc.

### Roches sédimentaires
Les roches sédimentaires utilisées en pierre de taille sont surtout des calcaires, généralement de couleur blanche allant vers le jaune. Elles sont très utilisées dans la taille de pierre pour leurs propriétés généralement tendre ou mi-dure qui les rendent plus simples à extraire, à tailler et à moulurer. Malgré le fait qu'elles soient très souvent tendres, il y a aussi des pierres froides qui font partie des roches sédimentaires.
Pour les pierres calcaires, il existe une échelle de dureté qui va de 1 à 13 :
- de 1 à 4 : pierres tendres ;
- de 4 à 8 : pierres fermes ;
- de 8 à 10 : pierres dures ;
- de 10 à 13 : pierres froides.

On peut aussi appeler les pierres de dureté 6 ferme-demi-dure, les pierres de dureté 1 très tendre, etc.
On classifie aussi en sous-groupes selon l'aspect des pierres, le grain, (grain fin, grain grossier, pâte fine, très gros grain (poudingue), etc.) selon leur veinage (bayaders…) et le sens de coupe dans le lit de la pierre (passe ou contre-passe).
Il existe des pierres, des granits et des marbres de presque toutes les couleurs.

## Les étapes de la taille d'une pierre

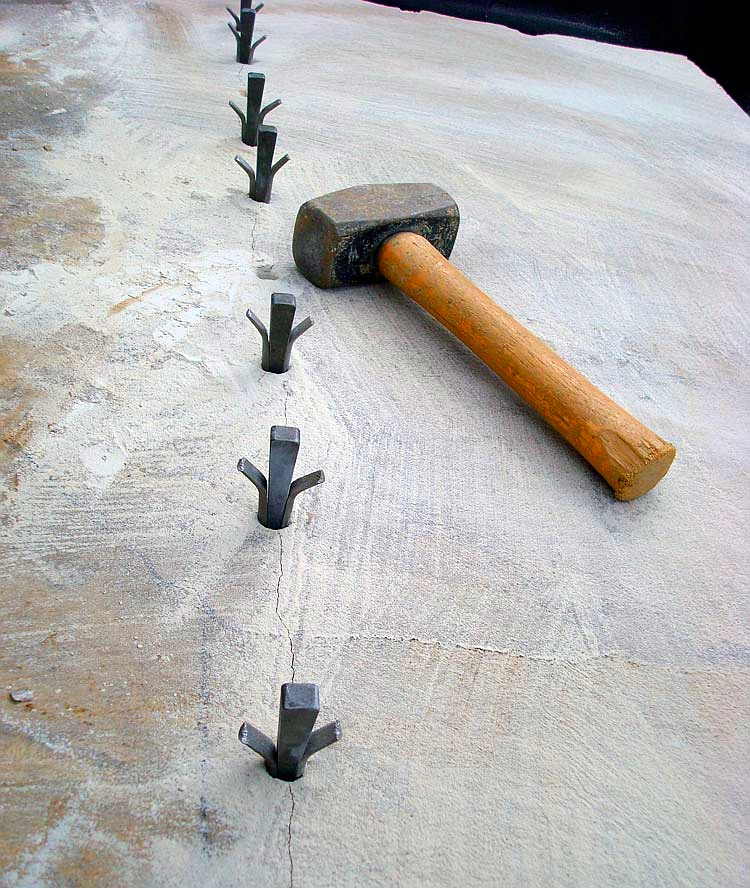
Éclateurs de roche utilisés pour l'extraction ou le débitage d'une roche.

Jusqu'à la Seconde Guerre mondiale, le travail de la pierre restait majoritairement manuel, de l'extraction jusqu'à la pose.
Avec la mécanisation et notamment l'apparition des ciseaux pneumatiques pour pierre ou des disqueuse, le travail devient moins pénible et moins long.

### Le débitage
Lorsqu'un bloc est extrait, on repère la partie à garder ou à diviser en veillant à faire le moins de chute possible. Les parties non voulues sont détachés au têtu, ou aux coins.
Le bloc est mesuré et divisé selon les pierres voulues. Pour la diviser, on utilise selon la densité de la pierre ou la dureté plusieurs outils : les coins éclateurs, la scie crocodille et, plus couramment, la débiteuse numérique.

### L'équarrissage
La pierre doit ensuite être mise d'équerre[Quoi ?] sur les 6 faces. Pour faire une face plane, le tailleur procède par des ciselures sur les bords de la face avec un ciseau et une massette. Les grosses aspérités de matière sont enlevées à la pointerolle ou à la chasse. Pour enlever la matière au milieu de la face, on utilise le taillant ou le grain d'orge.
La deuxième face est taillée d'équerre à la première face. La troisième face est taillée d'équerre à la première et la deuxième face, etc.[pas clair]
Aujourd'hui, l'équarrissage est fait simultanément lors du débitage, grâce aux débiteuses numériques.

### Le trait
Lorsque le gabarit de la pierre est découpé, on le trace sur la pierre en tenant compte des lits. On procède aux renvois des traits sur toutes les faces.
Si la pierre est débitée à la débiteuse, il faut contrôler l'équerrage des faces. On peut rattraper le faux équerrage avec une disqueuse ou un chemin de fer.

### La taille
La pierre est d'abord taillée par équarrissage avec le dégagement en premier lieu des parties profondes[pas clair].

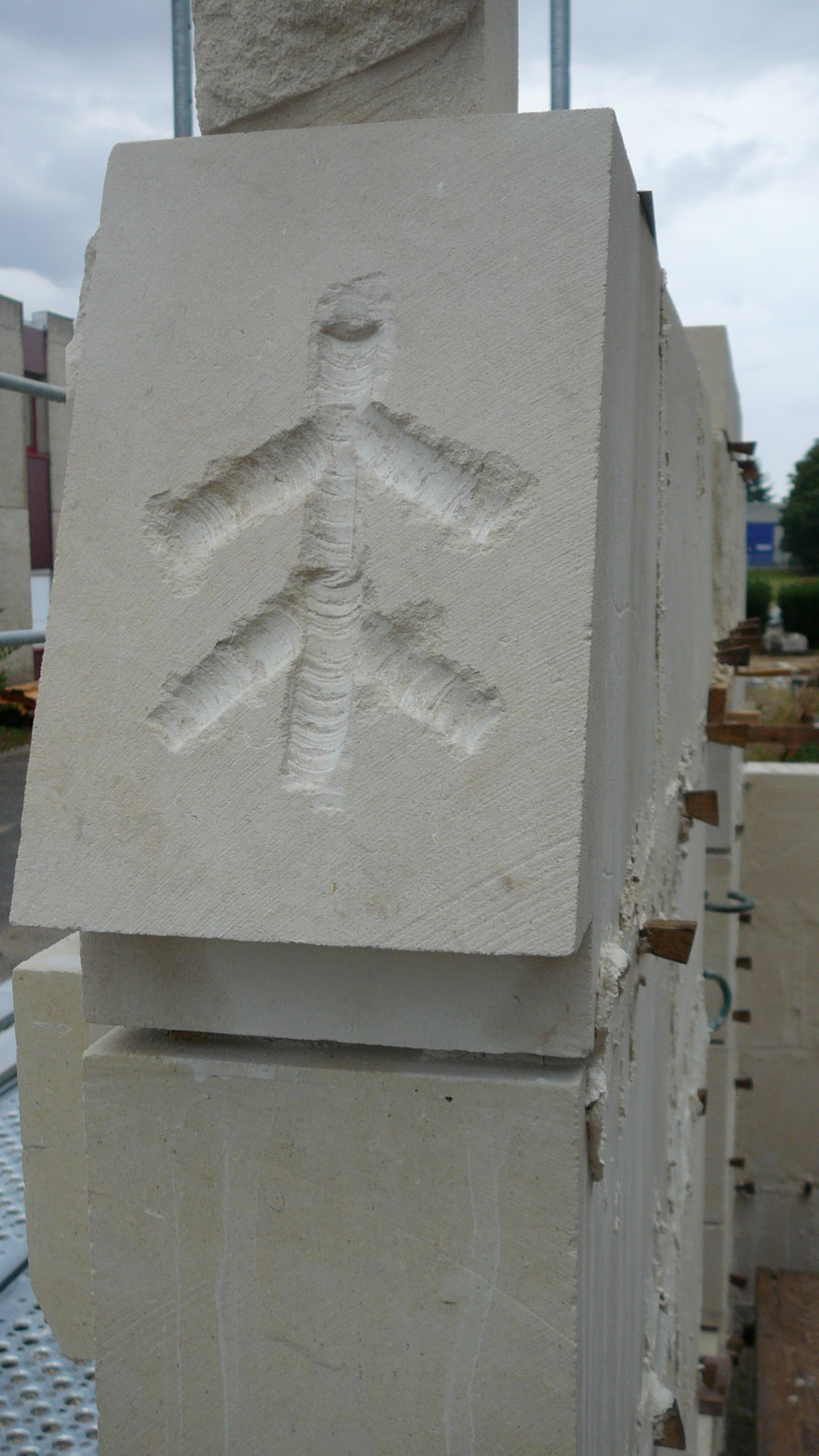
Exemple d'abreuvoir sur la face de joint d'un sommier de plate-bande.

## Le transport des pierres de taille
Les techniques de déplacement des pierres de taille s'appelle le bardage.
En carrière, les pierres brutes de sciage, sont posées sur des palettes avant d'être chargées sur des camions. Afin de protéger les arêtes des blocs, une feuille de polystyrène, est placée entre les blocs. Autrefois, on utilisait des « mèches » faites avec de la paille. Dans la manutention des blocs, il faut éviter les épaufrures (blessures des arêtes) et les rayures sur les faces.

## La pose des pierres de taille
La pose des pierres de taille se fait selon deux méthodes :
- la pose sur bain de mortier ;
- la pose sur cales de bois.

La pose d'appareils constituant des baies nécessite un étaiement.

## Les métiers de la taille de pierre
- Le carrier extrait la pierre de la carrière.
- Le scieur / débiteur coupe les gros blocs de carrière en tranches puis en petits blocs selon la commande.
- Les tailleurs de grès, de granit, de pierre tendre et de pierre dure sont des métiers assez différents. Le marbrier est un métier à part (le tailleur de pierre travaille des volumes, le marbrier lui, travaille la pierre en tranches fines et les assemble ensuite, un peu comme un menuisier avec des planches). Le tailleur d'ardoise est un ouvrier spécialisé dans la taille des feuilles d'ardoise pour le bâtiment. Le lauzier fait des lauzes (en schiste) pour les toitures. Il ne faut pas confondre non plus avec le maçon limousinant qui, lui, monte les pierres tout venant, hourdées à la chaux.
- L'ornemaniste taille des ornements dans la pierre, du denticule et métopes en passant par les palmettes jusqu'aux feuilles d'acanthe, les têtes de lion des fontaines, etc.
- L'imagier fait des sculptures en ronde-bosse en copie, voire des têtes de lion, d'angelots, etc.
- Le sculpteur crée des formes selon son imagination, figuratives ou non.
- L'appareilleur prépare les panneaux et les gabarits pour le tailleur. Il dessine en grandeur nature les profils pour les découper, autrefois sur des planches ou des plaques de zinc, maintenant dans des feuilles de « Gabarex » plastique.
- Le calepineur fait les plans à une échelle X et prépare tous les détails, ainsi que les fiches de débits avec les cotes et les détails, pierre par pierre. Il prépare tout dans un calepin d'appareil. On l'appelle aussi le releveur calpineur.
- Le poseur est responsable de la pose de la pierre dans l'édifice. Il utilise un niveau, un fil à plomb et une règle. Il est souvent un maçon poseur.
- Autrefois, il y avait des métiers spécialisés dans le transport des pierres :
  - le pinceur dirigeait les bardeurs et manipulait les pierres à l'aide d'une pince pour les charger sur les chariots de transport ;
  - le bardeur était responsable du bardage des pierres jusqu'à l'endroit où elles étaient posées.

## Utilisations de la taille de pierre
En France, d'après le SNROC (Syndicat National des Industries de Roches Ornementales et de Construction Pierre Naturelle), la taille de pierre s'utilise d'abord dans le secteur du funéraire (47,4 %), viennent ensuite le bâtiment (43,1 %) et la voirie (9,5 %),.

## Histoire de la taille de pierre
L'étude de l'histoire de la taille de pierre est primordiale pour déterminer la datation d'un bâtiment. En effet, la distribution géographique des techniques de taille des différentes pierres permet non seulement d’esquisser l’évolution des techniques de taille sur tout le territoire étudié, mais aussi de définir des zones d’innovations, de migrations, d’interactions, de transferts technologiques.